# جامعه باز
جامعه باز توسط هانری برگسون فیلسوف فرانسوی در ۱۹۳۲ و پس از آن در زمان جنگ جهانی دوم توسط کارل پوپر فیلسوف اتریشی-انگلیسی مطرح شده‌است. در جوامع باز، دولت مدعی است پاسخگو است و دارای مکانیسم‌های سیاسی شفاف و قابل انعطاف است. طرفداران این نظریه مدعی هستند که این جامعه در تقابل با جامعه بسته است.
دولت در یک جامعه باز و آزاد هیچ رازی از خود را از مردم پنهان نمی‌کند. غیر استبدادی بودن، آگاهی، آزادی‌های سیاسی و حقوق بشر از ارکان این جامعه نام برده شده.